# Phragmotrichum
Phragmotrichum is een geslacht van schimmels behorend tot de familie Melanommataceae. De typesoort is Phragmotrichum chailletii.

## Soorten
Volgens Index Fungorum telt het geslacht vijf soorten (peildatum oktober 2023):
| Soortnaam                   | Auteur(s)                     | Publicatiejaar |
| --------------------------- | ----------------------------- | -------------- |
| Phragmotrichum andamanense  | Bhat, W.B. Kendr. & Nag Raj   | 1993           |
| Phragmotrichum chailletii   | Kunze                         | 1823           |
| Phragmotrichum karstenii    | B. Sutton & Piroz.            | 1965           |
| Phragmotrichum rivoclarinum | (Peyronel) B. Sutton & Piroz. | 1966           |
| Phragmotrichum vassiljevae  | Melnik                        | 1984           |